# 马索亚拉半岛猪笼草
马索亚拉半岛猪笼草（学名：Nepenthes masoalensis）是马达加斯加特有的两种猪笼草之一，另一种为马达加斯加猪笼草（N. madagascariensis）。其种加词来源于马达加斯加东北部的马索亚拉半岛。
马索亚拉半岛猪笼草仅存在于马达加斯加岛东部的马索亚拉半岛和安巴托山（Mount Ambato）地区。记录中其存在于露兜树-泥炭藓沼泽、山脊顶部和旱生植被中。马索亚拉半岛猪笼草为低地猪笼草，生长于海拔0至400米的地区。

## 保护状况
马索亚拉半岛猪笼草已被列入《2006年世界自然保护联盟濒危物种红色名录》中，保护状况为濒危。

## 扩展阅读
- 食虫植物照片搜寻引擎中马索亚拉半岛猪笼草的照片 （页面存档备份，存于）

 維基物種上的相關：马索亚拉半岛猪笼草
 维基共享资源上的相關多媒體資源：马索亚拉半岛猪笼草